# Cenotaph
Cenotaph là đài tưởng niệm chiến tranh ở Whitehall, Luân Đôn thuộc Vương quốc Anh. Mới đầu, nó là một cấu trúc tạm thời được dựng lên cho một cuộc diễu hành hòa bình sau khi Thế chiến I kết thúc, và được thay thế vào năm 1920 bởi một cấu trúc vĩnh cửu và được định rõ là đài tưởng niệm chiến tranh quốc gia chính thức của Vương quốc Anh.
Được thiết kế bởi kiến trúc sư Edwin Lutyens, cấu trúc vĩnh cửu của công trình được xây dựng từ đá Portland giữa năm 1919 và 1920 bởi công ty xây dựng Holland, Hannen & Cubitts, thay thế cho đài tưởng niệm bằng gỗ và thạch cao trước đó của Lutyens ở cùng một vị trí. Một buổi lễ tưởng niệm hàng năm được tổ chức tại đây vào Chủ nhật tưởng nhớ. Thiết kế đài kỉ niệm của Lutyens đã được sao chép ở những nơi khác ở Anh và ở các vùng lãnh thổ, quốc gia khác bao gồm Úc, Canada, New Zealand, Bermuda và Hồng Kông.

## Các đài tưởng niệm khác

### Bản sao hoặc tương tự

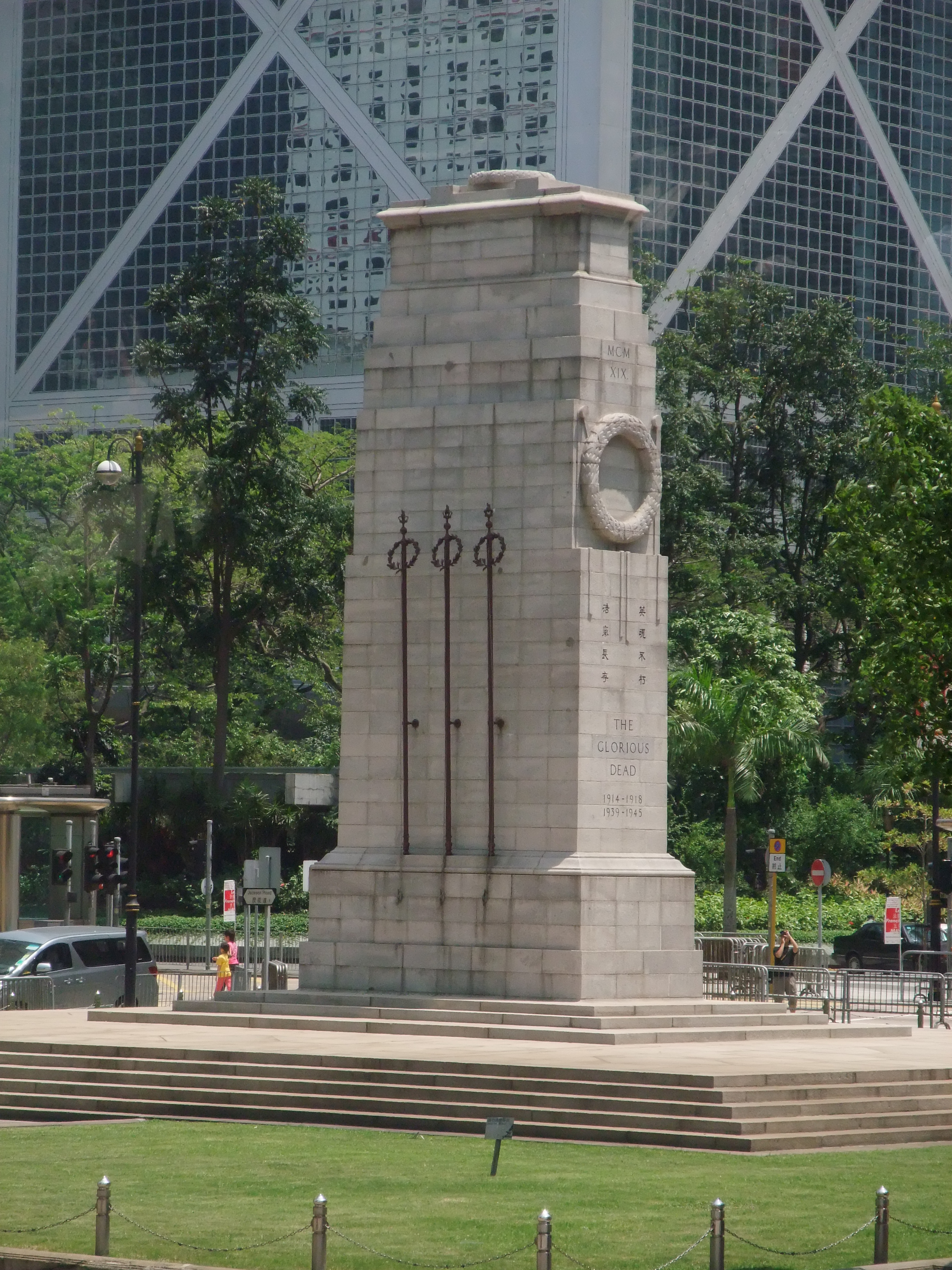
Cenotaph ở Hồng Kông
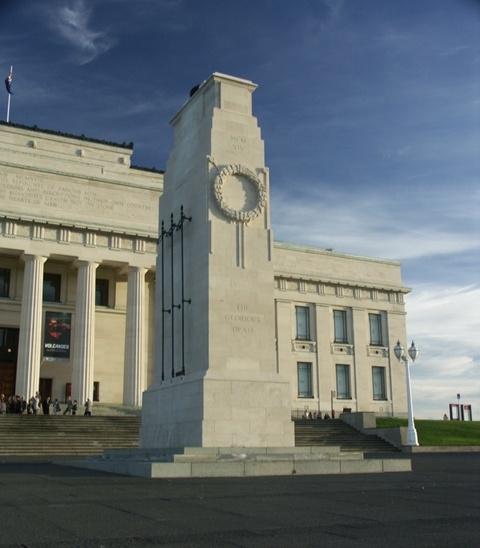
Cenotaph ở Auckland, New Zealand
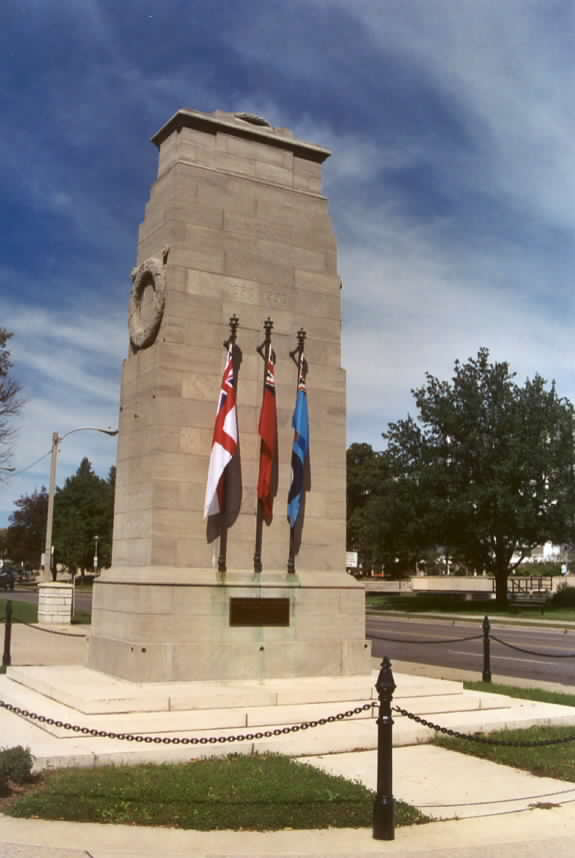
Cenotaph ở London, Ontario, Canada
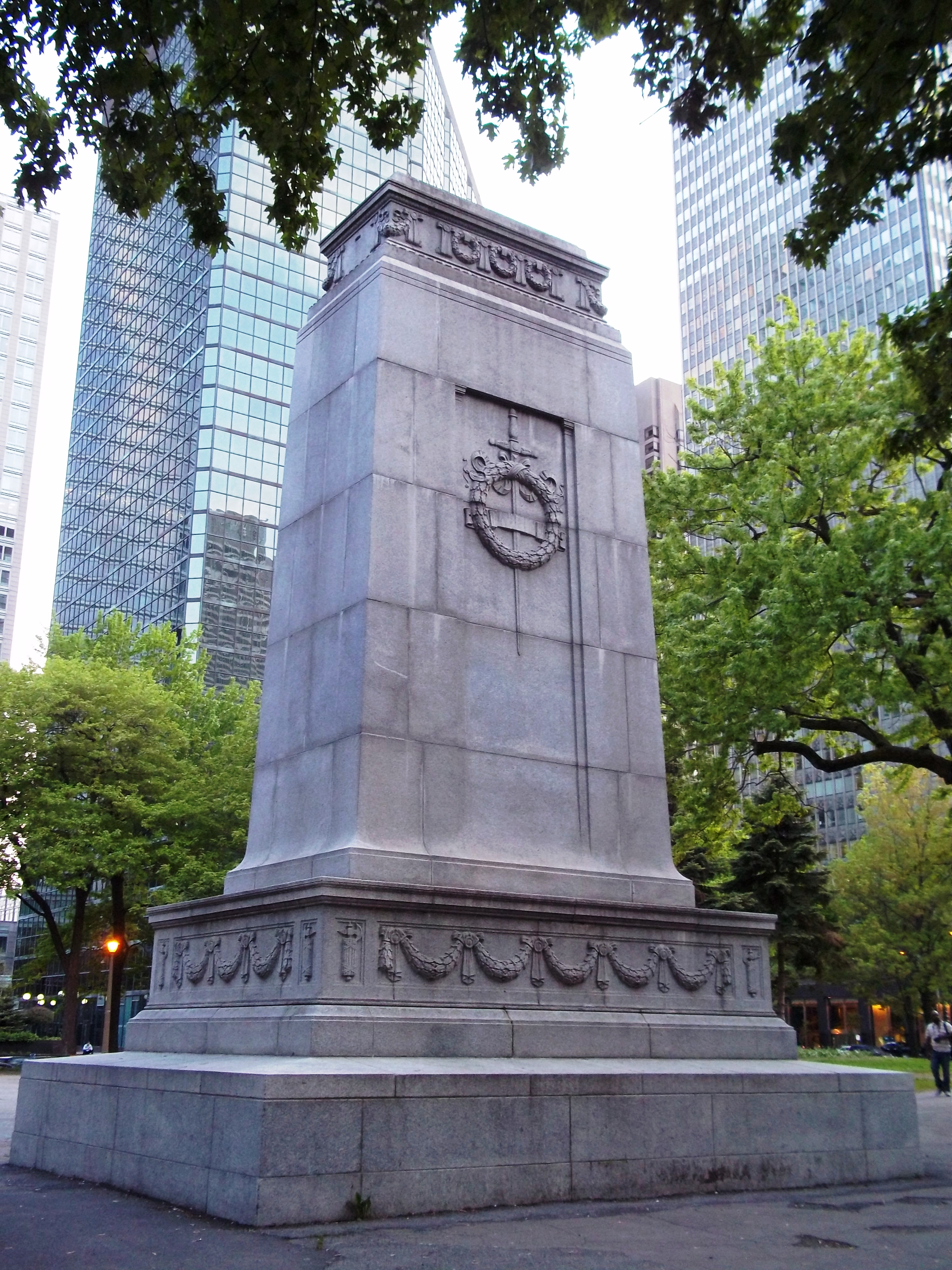
Cenotaph ở thành phố Montreal, Canada

### Các thiết kế đài tưởng niệm khác của Lutyens ở Anh

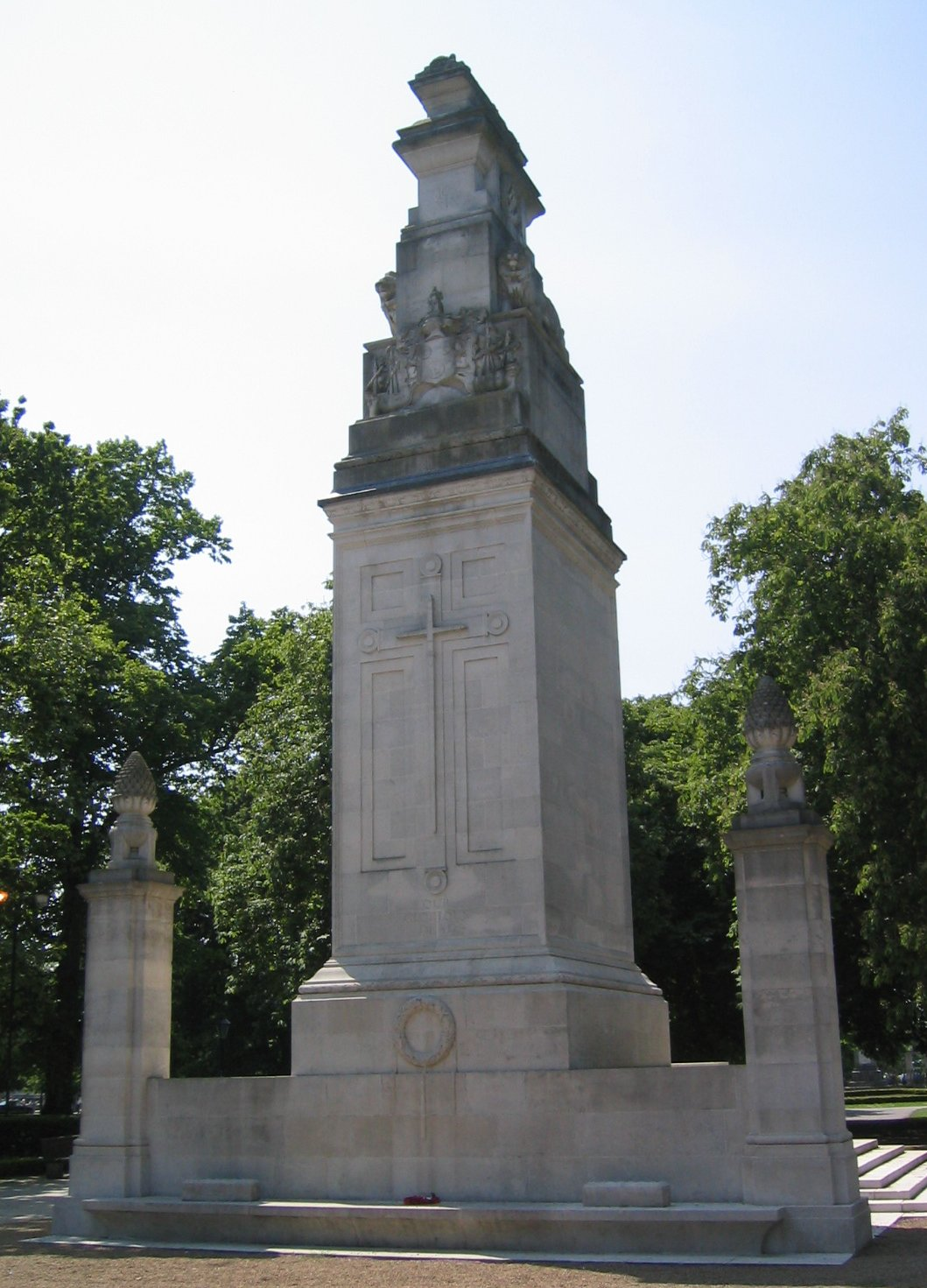
Cenotaph, Southampton
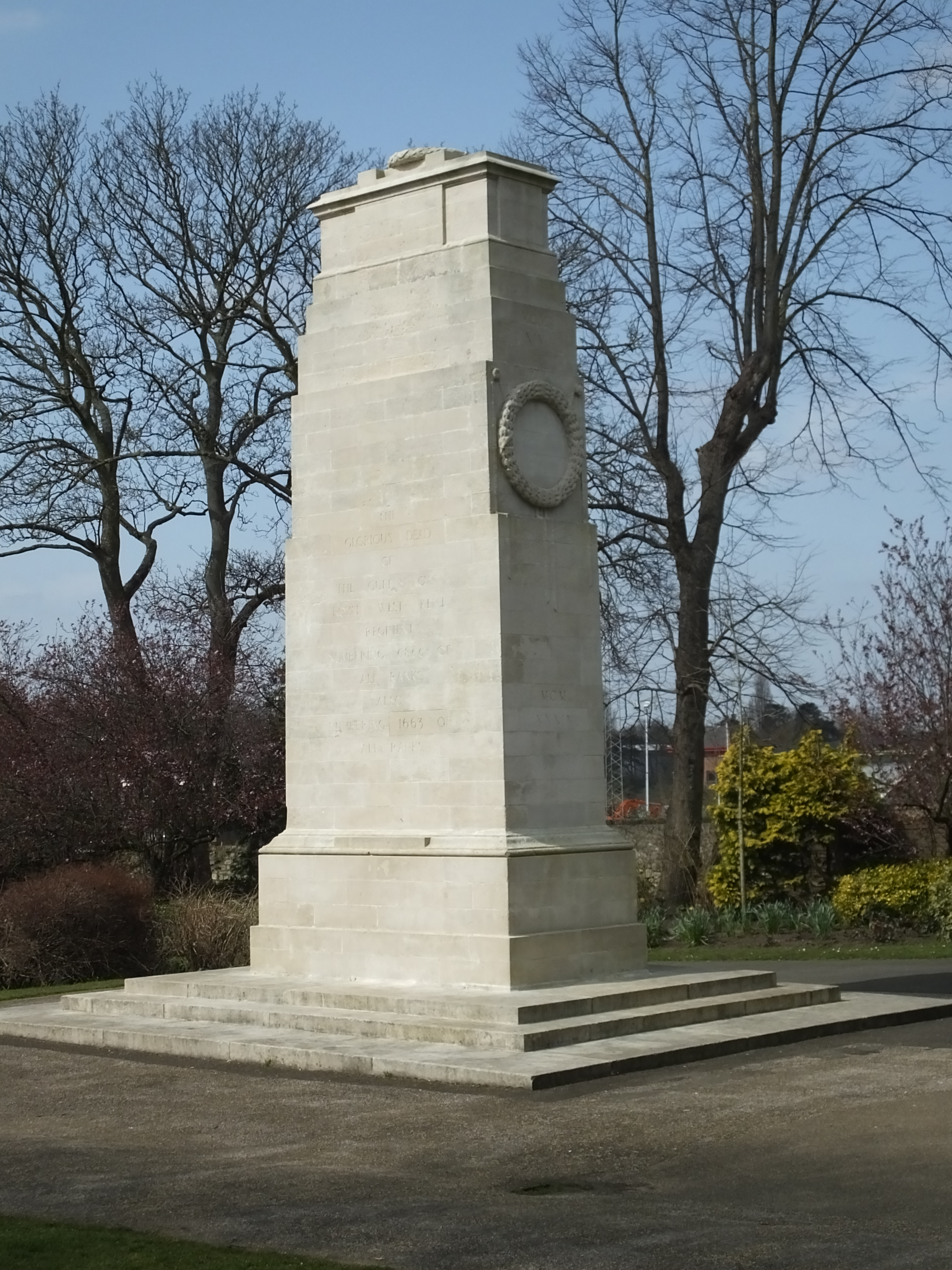
Queen's Own Royal West Kent Regiment Cenotaph, Maidstone
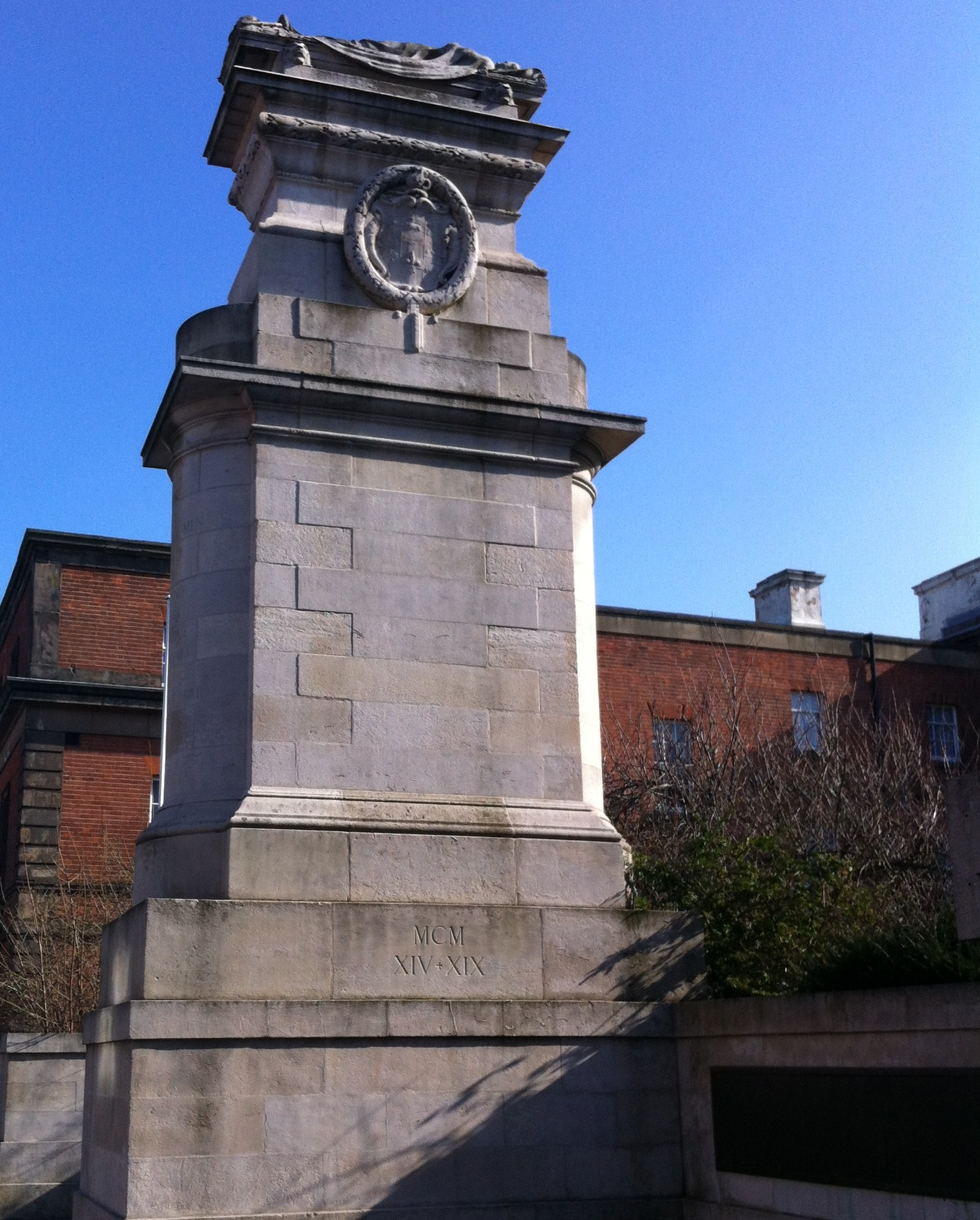
Midland Railway War Memorial, Derby
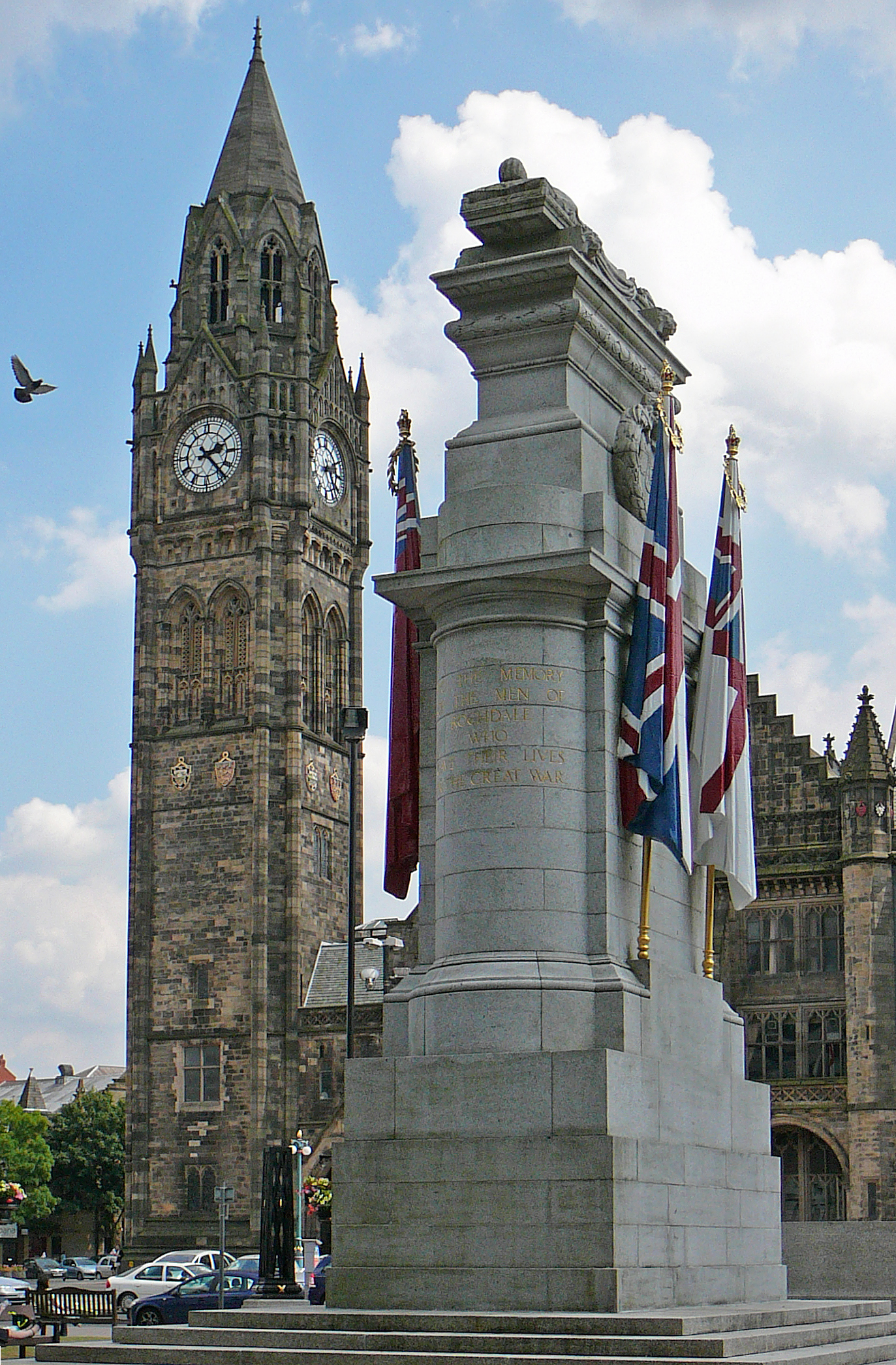
Cenotaph
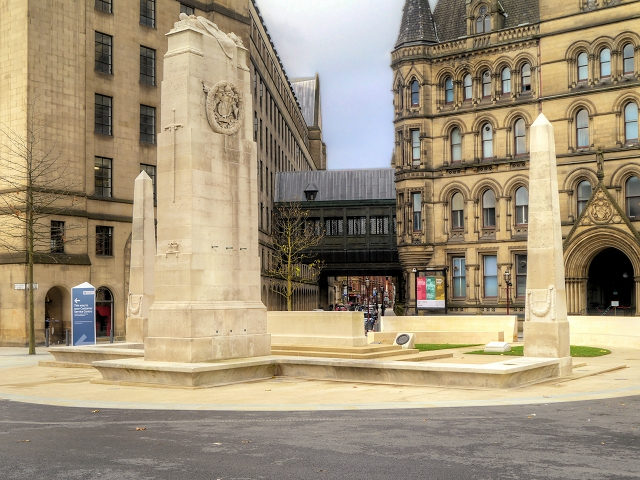
Manchester Cenotaph
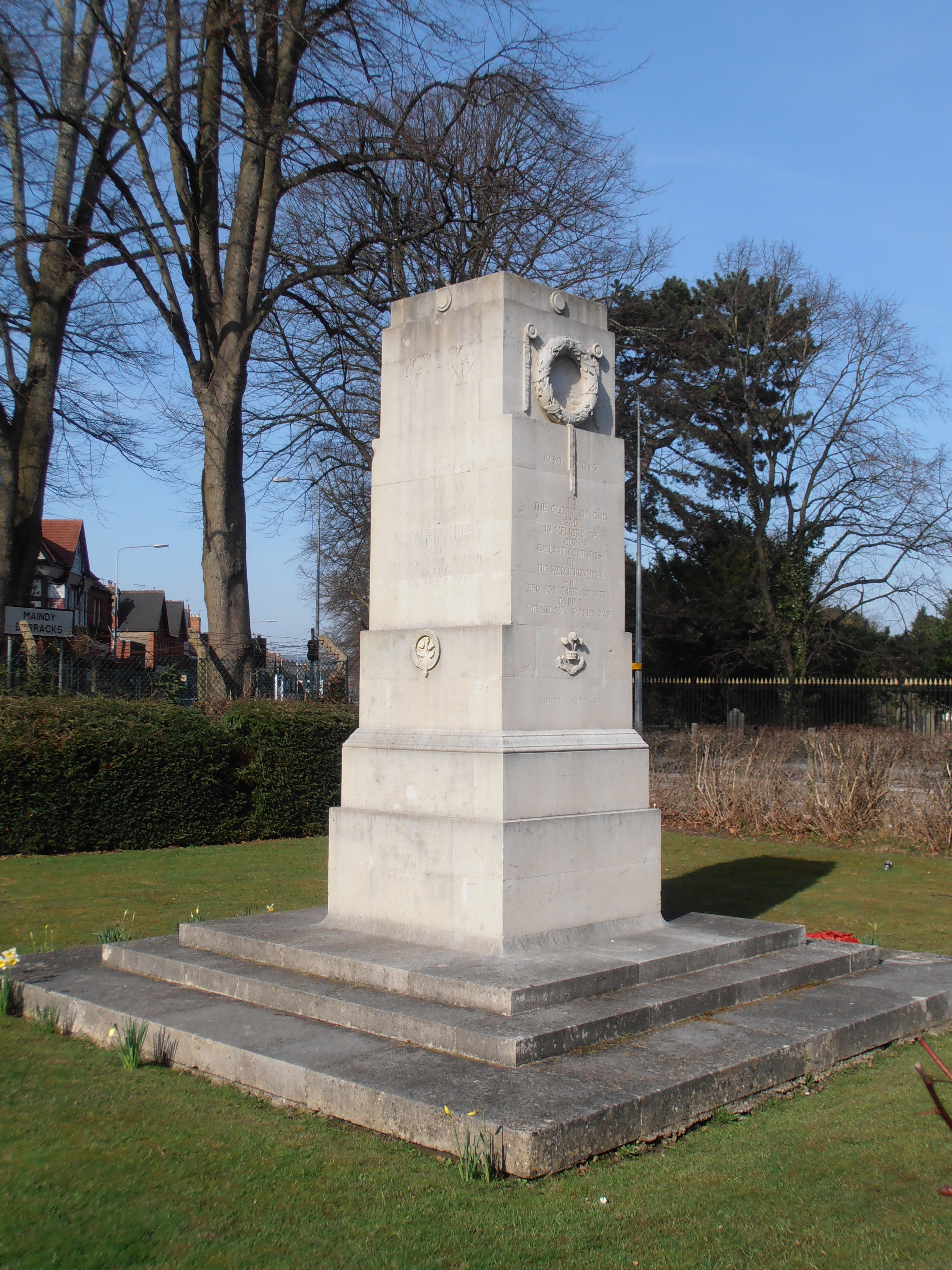
Welch Regiment War Memorial tại doanh trại Maindy, Cardiff